# Pazuengos
Pazuengos est une commune de la communauté autonome de La Rioja, en Espagne.

## Démographie
| 1900 | 1910 | 1920 | 1930 | 1940 | 1950 | 1960 | 1970 | 1981 |
| ---- | ---- | ---- | ---- | ---- | ---- | ---- | ---- | ---- |
| 422  | 425  | 405  | 383  | 344  | 376  | 333  | 142  | 35   |

| 1991 | 2001 | 2011 | - | - | - | - | - | - |
| ---- | ---- | ---- | - | - | - | - | - | - |
| 46   | 44   | 36   | - | - | - | - | - | - |

## Administration

### Conseil municipal
La ville de Pazuengos comptait 34 habitants aux élections municipales du 26 mai 2019. Son conseil municipal (en espagnol : Pleno del Ayuntamiento) se compose donc de 5 élus.
| Parti | Parti                 | Voix | %       | Élus  |
| ----- | --------------------- | ---- | ------- | ----- |
|       | Parti populaire (PP)  | 22   | 73,33 % | 3 / 3 |
|       | Partido Riojano (PR+) | 1    | 3,33 %  | 0 / 3 |

### Liste des maires
| Mandat    | Maire | Maire                     | Parti |
| --------- | ----- | ------------------------- | ----- |
| 1979-1983 |       | M. Escarza Santamaría     | UCD   |
| 1983-1987 |       | F. Valle Escarza          | PSOE  |
| 1987-1991 |       | Felicia Somovilla Escarza | AP    |
| 1991-1995 |       | Felicia Somovilla Escarza | PP    |
| 1995-1999 |       | Felicia Somovilla Escarza | PP    |
| 1999-2003 |       | Felicia Somovilla Escarza | PP    |
| 2003-2007 |       | Felicia Somovilla Escarza | PP    |
| 2007-2011 |       | Felicia Somovilla Escarza | PP    |
| 2011-2015 |       | Felicia Somovilla Escarza | PP    |
| 2015-2019 |       | Cesar Somovilla Frades    | PP    |
| 2019-2023 |       | Cesar Somovilla Frades    | PP    |